# Psapharochrus magnus
Psapharochrus magnus là một loài bọ cánh cứng trong họ Cerambycidae.